# Choroba Naxos

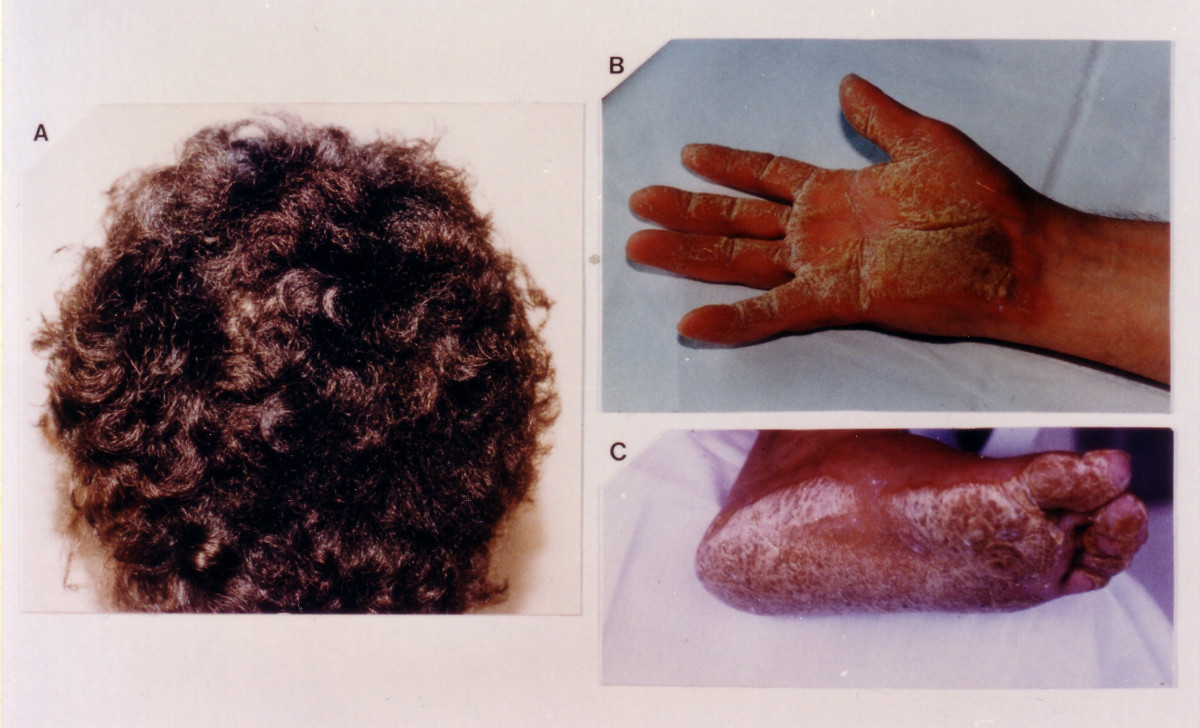
Objawy skórne choroby Naxos: A – wełniste włosy, B i C – nadmierne rogowacenie dłoni i podeszew stóp

Choroba Naxos (ang. Naxos disease, mal de Naxos) – choroba genetyczna o dziedziczeniu autosomalnym recesywnym, powodująca arytmogenną dysplazję prawej komory i objawy ze strony skóry i jej przydatków: rogowiec dłoni i stóp oraz niezwykłe, wełniste włosy.
Chorobę opisał w 1986 roku zespół Nikosa Protonotariosa z Wydziału Kardiologii Szpitala Wojskowego w Atenach. Nazwa choroby pochodzi od greckiej wyspy Naxos, wśród której mieszkańców po raz pierwszy stwierdzono tę jednostkę chorobową. Do chwili obecnej dotknięte chorobą rodziny opisano na innych wyspach Morza Egejskiego, w Turcji, Izraelu i Arabii Saudyjskiej. Podobny zespół, w którym identycznemu fenotypowi skórnemu towarzyszy większe zajęcie mięśnia lewej komory opisano u rodzin z Indii i Ekwadoru jako zespół Carvajala (OMIM#605676). Wełniste włosy u chorych z chorobą Naxos występują od urodzenia, rogowiec dłoni i stóp pojawia się w okresie niemowlęcym, a kardiomiopatia rozwija się w okresie dojrzewania; penetracja choroby jest niemal stuprocentowa. Powodem zgłoszenia się do lekarza są omdlenia albo objawy spowodowane utrwaloną tachykardią komorową; nierzadko choroba jest nierozpoznana dopóki nie spowoduje nagłej śmierci sercowej. W schyłkowej postaci choroby dołączają się objawy niewydolności prawokomorowej. Przyczyną choroby są mutacje w genie JUP w locus 17q21 kodującym plakoglobinę, białko budujące desmosomy. Nieprawidłowe białka nie pełnią swojej funkcji, czego skutkiem jest nieprawidłowa adhezja komórek. Leczenie choroby jest objawowe i polega na wszczepieniu automatycznego kardiowertera-defibrylatora, podawaniu leków antyarytmicznych i farmakologicznym leczeniu niewydolności serca. W schyłkowej postaci choroby zaleca się przeszczepienie serca.